# Salvador Fernández Ramírez
Salvador Fernández Ramírez (Madrid, 18 de mayo de 1896 - Madrid, 9 de febrero de 1983) fue un gramático, miembro de número de la Real Academia Española desde 1959 hasta su muerte.

## Biografía
En los años 20 fue lector de español en la Universidad de Hamburgo, experiencia tras la cual regresó a Madrid, donde entre 1932 y 1936 fue secretario del Centro de Estudios Históricos y responsable del curso de Lengua Española en la Universidad de Madrid. 
Durante la Guerra Civil se marchó a vivir a Salamanca, donde ejerció como docente de instituto. Una vez finalizada la contienda regresó a Madrid, donde sucesivamente dio clases en el Instituto de Alcalá de Henares y en el Beatriz Galindo de la capital de España hasta que se jubiló en 1966.
Su colaboración con la Real Academia Española comenzó en 1950, cuando se incorporó a la misma para trabajar como redactor jefe del Seminario de Lexicografía. En 1959 fue elegido miembro de número de la Academia, pasando a ocupar el "sillón Z"

## Obra
El autor publicó unos 40 libros, desde su primera obra es una edición prologada de Pastores de Belén, de Lope de Vega (1930) hasta el romance, 298 Li Memoriam, correspondiente al libro inédito Romances sentimentales (1976). 
Sus obras más reconocidas son las que tratan sobre la Lengua y la Literatura Españolas, siendo su obra principal la Gramática Española, de la que en 1962 publicó su tomo 1, que se ocupaba de los sonidos, el nombre y el pronombre y que fue considerado por los estudiosos de la época como «un oasis en el desierto de la gramática española» (O. L. Bolinger), que subsanaba «la falta de una descripción sincrónica del español» (O. Deutschmann). Actualmente se dispone de la edición electrónica de su Archivo Gramatical de la Lengua Española o AGLE, compuesto por numerosas fichas y citas. El proyecto fue dirigido por Ignacio Bosque y José Antonio Millán en 1987, pasó a Taurus Ediciones cuando el segundo fue su director editorial (1988-1992) y luego al Instituto Cervantes, donde se editó primero en papel y luego en formato electrónico para DOS y Windows en disquete y cedé (1995); por fin se instaló la versión definitiva en línea en el Centro Virtual Cervantes, cuyo proyecto dirigió Millán entre 1996 y 1997. El AGLE estuvo primero dirigido por Ignacio Bosque hasta mediados de 2002 y luego por Manuel Leonetti. 